# Dangling else

En informatique, et notamment dans la conception et l'analyse des langages de programmation, le problème du dangling else (anglais que l'on pourrait traduire par le problème du « sinon pendant ») est un problème de  programmation informatique qui résulte de l'ambiguïté de l'interprétation de la clause sinon dans l'imbrication de deux instructions conditionnelles de la forme si-alors-sinon. Formellement, la grammaire non contextuelle du langage est ambiguë, ce qui signifie qu'il peut y avoir plusieurs arbres d'analyse corrects pour une même instruction.

## Le«dangling else»
Dans de nombreux langages de programmation, on peut écrire une instruction conditionnelle sous deux formes : la forme si-alors  et la forme si-alors-sinon. En d'autres termes, la clause sinon est facultative, et les deux constructions suivantes sont valides :
```
if
 a 
then
 s

if
 b 
then
 s1 
else
 s2
```

Cela donne lieu à une ambiguïté d'interprétation lorsqu'il y a des instructions imbriquées, plus précisément à chaque fois qu'un si-alors apparaît à la place du  s1 dans une autre instruction si-alors-sinon, soit dans la situation que voici :
```
if
 a 
then
 
if
 b 
then
 s 
else
 s2
```

Dans cet exemple, l'instruction exécutée est sans ambiguïté s lorsque a et b sont vrai ; mais on peut considérer que s2 doit être exécutée lorsque a est faux (et donc rattacher le else au premier if), ou lorsque a est vrai et b est faux (et donc rattacher le else  au deuxième if). En d'autres termes, on peut voir l'instruction précédente comme l'une des expressions suivantes :
```
if
 a 
then
 (
if
 b 
then
 s) 
else
 s2
      ou

if
 a 
then
 (
if
 b 
then
 s 
else
 s2)
```

Un compilateur doit analyser correctement l'instruction, et choisir entre les deux interprétations selon le concepteur du langage de programmation. Le problème du dangling else date d'ALGOL 60, et a été résolu de diverses manières dans les langages qui ont suivi. Dans les analyseurs LR, le dangling else est l'exemple typique d'un conflit shift-reduce.

## Exemples

### En langage C
```
  
if
 
(
a
 
==
 
1
)

    
if
 
(
b
 
==
 
1
)

      
a
 
=
 
42
;

  
else

    
b
 
=
 
42
;

```

Dans cet exemple, un programmeur pourrait s'attendre à ce que la variable b prenne la valeur 42 quand a ≠ 1. Le compilateur Compiler rattache le else au deuxième if et ne fait pas l'affection. Si l'on veut que b prenne la valeur 42  quand a≠ 1, l'instruction if interne doit être mise entre accolades :
```
  
if
 
(
a
 
==
 
1
)

  
{

    
if
(
b
 
==
 
1
)

      
a
 
=
 
42
;

  
}

  
else

    
b
 
=
 
42
;

```

### Autres langages
Dans certains langages, le problème est résolu en associant obligatoirement une parenthèse fermante à chaque if. Par exemple, dans le langage de script  Shell de Bourne, c'est un fi qui représente la parenthèse fermante ; le morceau de programme s'écrit alors : 
```
if
 
[
 
$a
 
-eq
 
1
 
]
 
;
 
then

  
if
 
[
 
$b
 
-eq
 
1
 
]
 
;
 
then

    
a
=
42

  
fi

else

  
b
=
42

fi

```

D'autres langages de programmation, comme par exemple Python, résolvent le problème par indentation : 
```
if
 
a
 
==
 
1
:

    
if
 
b
 
==
 
1
:

        
a
 
=
 
42

else
:

    
b
 
=
 
42

```

En Ada le problème n'apparaît pas à cause d'un parenthésage syntaxique inambigu, où chaque IF est fermé par un  ENDIF :
```
IF
 
a
 
=
 
1
 
THEN

    
IF
 
b
 
=
 
1
 
THEN

        
a
 
:=
 
42
;

    
END
 
IF
;

ELSE

     
b
 
:=
 
42
;

END
 
IF
;

```

D'autres langages, comme Pascal, adoptent comme C le rattachement du else au dernier if.